# Xenylla deharvengi
Xenylla deharvengi är en urinsektsart som beskrevs av da Gama 1983. Xenylla deharvengi ingår i släktet Xenylla och familjen Hypogastruridae. Inga underarter finns listade i Catalogue of Life.